# 米子鉄道郵便局
米子鉄道郵便局（よなごてつどうゆうびんきょく）とは、かつて鳥取県米子市に本局を置いていた郵便局である。

## 概要
本局 - 鳥取県米子市道笑町2丁目226
鉄道郵便局は、日本の郵便局の種類の一つで、鉄道事業者に郵便車を運行させてこれに職員が乗務し、鉄道沿線の郵便局から継送される郵便物を輸送するとともに、郵便車内で郵便物をあて先地域別に区分する業務を行っていた。当局はそのうちおもに山陰地方中部の区間を担当した。

## 沿革
- 1910年（明治43年）
  - 4月1日 - 米子郵便局が鳥取宍道線を所掌[2]。
  - 6月10日 - 鳥取宍道線が浦富今市線となる[3]。
- 1911年（明治44年）11月10日 - 浦富今市線が浜坂今市線となる[4]。
- 1912年（明治45年）
  - 3月1日 - 浜坂今市線が京都今市線の内和田山今市間となる[5]。
  - 6月1日 - 京都今市線の内和田山今市間が京都杵築線の内和田山杵築間となる[6]。
- 1915年（大正4年）
  - 7月11日 - 今市大田線を追加[7]。
  - 8月1日 - 京都杵築線の内和田山杵築間が京都杵築線の内鳥取杵築間となる[8]。
- 1917年（大正6年）7月16日 - 今市大田線が今市宅野線となる[9]。
- 1918年（大正7年）11月25日 - 京都杵築線の内鳥取杵築間が京都浜田線の内鳥取浜田間となる、また今市宅野線を削除[10]。
- 1922年（大正11年）3月10日 - 京都浜田線の内鳥取浜田間が京都益田線の内鳥取益田間となる[11]。
- 1923年（大正12年）12月26日 - 京都益田線の内鳥取益田間が京都小郡線の内鳥取浜田間となる[12]。
- 1926年（大正15年）12月1日 - 米子神代線を追加[13]。
- 1928年（昭和3年）11月25日 - 岡山米子線及び岡山勝山線を追加、また米子神代線を削除[14]。
- 1930年（昭和5年）12月11日 - 岡山勝山線が岡山新見線となる[15]。
- 1932年（昭和7年）7月1日 - 岡山新見線が岡山津山線となる、また鳥取新見線を追加[16]。
- 1933年（昭和8年）2月24日 - 京都小郡線の内鳥取浜田間が京都下関線の内鳥取浜田間となる[17]。
- 1936年（昭和11年）9月5日 - 広島鉄道郵便局米子派出所を設置[18]。米子郵便局から鉄道郵便に関する業務を移管[18][19]。
- 1945年（昭和20年）8月1日 - 米子鉄道郵便局を開局[1][20]。
  - 線路区域[21]
    - 京都下関線の内鳥取浜田間
    - 岡山米子線
    - 鳥取津山線
    - 姫路広島線の内津山新見間
    - 江津浜原線
    - 宍道横田線
- 1948年（昭和23年）8月16日 - 組織改正
  - 線路区域[22]
    - 京都下関線の内鳥取浜田間
    - 岡山米子線
    - 姫路広島線の内姫路新見間
    - 宍道備後落合線
- 1950年（昭和25年）2月21日 - 組織改正、積替駐在設置
  - 線路区域及び積替駐在[23]
    - 京都下関線の内鳥取浜田間
    - 姫路広島線の内姫路新見間
    - 岡山米子線
    - 宍道落合線
    - 米子
    - 落合
- 1951年（昭和26年）12月10日 - 浜田浜原線を追加[24]。
- 1986年（昭和61年）3月1日 - 日本海側の鉄道郵便線路全廃に伴い、廃止[25]。

局舎は、日本郵政中四国郵政健康管理センター米子分室として使用されたのちに解体され、跡地は売却の後に分譲マンションとなっている。

## 取扱内容
- 鉄道郵便車に乗務し、車内で区分及び郵袋、小包の積み下ろし事務。
- 駅の郵便室で、郵便物の受け渡し・郵袋や小包の区分事務。